# Tetrapollinia caerulescens
Tetrapollinia es un género monotípico de plantas con flores perteneciente a la familia Gentianaceae. Su única especie:  Tetrapollinia caerulescens (Aubl.) Maguire & B.M.Boom, es originaria del norte de América del Sur, donde se distribuye por Guayana Francesa, Guyana, Surinam y Venezuela. 

## Taxonomía
El género fue descrito por (Aubl.) Maguire & B.M.Boom y publicado en Memoirs of The New York Botanical Garden 51: 31. 1989.
Sinonimia
- Helia caerulescens (Aubl.) Kuntze
- Irlbachia caerulescens (Aubl.) Griseb.[1]